# Alfred Lessing (Autor)
Alfred Lessing (* 1921) ist das Pseudonym eines deutschen Sinto, unter dem seine 1993 erschienene Autobiographie: Mein Leben im Versteck – wie ein deutscher Sinti den Holocaust überlebte erschien.

## Leben
Lessing arbeitete ab 1936 als Jazz-Gitarrist bei einer bis 1939 in Deutschland gastierenden amerikanischen Band und anschließend bei einem Kleinzirkus. Er meldete sich freiwillig zur Wehrmacht, um ins Ausland zu desertieren. In der UdSSR wurde er als deutscher Soldat eingesperrt, entging aber der Erschießung durch sowjetische Soldaten, weil die Gefängnisse von deutschen Truppen besetzt wurden. Lessing gab sich als Italiener aus und konnte so unbehelligt in Lemberg bleiben. Hier wurde er Zeitzeuge der Pogrome an Lemberger Juden. Er schützte ein jüdisches Ehepaar, indem er sich deren Haus als Quartier zuweisen ließ und diese als sein Hauspersonal ausgab. 
Seine Tarnung flog auf, ein deutsches Todesurteil wegen Desertion schien unausweichlich. Lessing wurde freigesprochen, da er als „Zigeuner“ wehrunwürdig sei, mithin nie der Wehrmacht hätte angehören dürfen; bei der Entlassung in die Heimat entzog er sich einer Verhaftung und tauchte in einer Musikgruppe des KDF unter, die u. a. einen Auftritt bei den Wachmannschaften im KZ Buchenwald hatte. In Dresden, wo er zur Untermiete lebte, wurde er fälschlich als Schwarzmarkthändler denunziert und verhaftet. Aus dem Gefängnis konnte er nach einem Bombentreffer fliehen und setzte sich als Ausgebombter nach Bayern ab. 
Nach 1945 musizierte er für die amerikanische Besatzungsmacht, war Kleindarsteller und Stuntman beim Film. Zuletzt führte er zusammen mit seiner Frau ein Schaustellergeschäft. Seine Autobiografie wird in Literatur über den Porajmos als Quelle genutzt. Das Vorwort zur Autobiografie schrieb Günter Wallraff.

## Autobiographie
- Andreas Schmid (Bearb.): Mein Leben im Versteck. Wie ein deutscher Sinti den Holocaust überlebte. Zebulon, Düsseldorf 1993, ISBN 3-928679-10-4.